# 中山順司
中山 順司（なかやま じゅんじ、1971年 - ）とは『お父さんがキモい理由を説明するね』の著者であり、主人公の娘の父親。
二児の父でIT企業で働く。
日本の高校卒業後、アメリカ合衆国のアイオワ州の高校およびジョージア州の大学に留学。大学卒業後は日本の携帯電話会社勤務、ネット専業旅行会社勤務を経て、ソフトウェアベンダーに勤務。
著書『お父さんがキモい理由を説明するね』（泰文堂〈リンダブックス〉、2014年4月）は、Business Media 誠（現：ITmediaビジネスオンライン）に掲載したコラム記事が、2万いいね、2日で100万PV（累計で126万PV）に達する人気が出たため、出版社からの誘いで書籍化されたものである。
月間50万PVの個人メディア『サイクルガジェット』を運営している。